# 가닥아메바과
가닥아메바과(Hartmannellidae)는 아메바목에 속하는 아메바류과의 하나이다.

## 하위 속
- 외가닥아메바속 (Cashia) - 오디외가닥아메바(C. angelica), 작은외가닥아메바(C. limacoides)
- Glaeseria
- 가닥아메바속 (Hartmannella) - 가닥아메바(H. cantabrigiensis)
- Nolandella
- 큰가닥아메바속 (Saccamoeba) - 원통큰가닥아메바(S. limax), 넓적큰가닥아메바(S. lucens), 큰가닥아메바(S. wakulla),